# قاموس أكسفورد الإنجليزي
قاموس أكسفورد الإنجليزي، الذي نشرته مطبعة جامعة أكسفورد، وهو قاموس شامل اللغة الإنجليزية، نُشِرَ مجلدان كاملان مطبوعان من قاموس أكسفورد الإنجليزي تحت اسمه الحالي، في عام 1928 و1989، وفي ديسبمر 2008 أكمل محررو القاموس ربع الطبعة الثالثة.

## المُدخلات وحجمها النسبي
وفقا للناشرين، فإنه يستلزم من الشخص الواحد 120 سنة لطباعة 59 مليون كلمة للطبعة الثانية من قاموس أكسفورد الإنجليزي، 60 عاما لتصحيحه و 540 ميجابايت لتخزينه إلكترونيا.
اعتبارا من 30 نوفمبر 2005، احتوي قاموس أكسفورد الإنجليزي على حوالي 301.100 مُدخل رئيسي.تكميلا لمُدخلات المعجم، هناك 157.000 طباعة لتركيبات ومشتقاتها بخط سميك، 169.000 جملة وتركيبات بخط مائل سميك، 616.500 شكل كلمات في المجمل، بما فيهم 137.000 لفظ للكلمات، 249.300 أصل الكلمات، 577.000 مرجع متداخل و 2.412.400 اقتباس معروفة.آخر إصدار مطبوع للقاموس (الطبعة الثانية 1989) تمت طباعته في 20 مجلد، تضم 291.500 مُدخل في 21,730 صفحة.أطول مُدخل في النسخة الثانية من قاموس أكسفورد الإنجليزي كانت للفعل set ، والذي تطلب 60,000 كلمة ليصف حوالي 430 معنى.حيث بدأ مراجعة مُدخلات الإصدار الثالث من قاموس أكسفورد الإنجليزي بتسلسل بدأً من حرف الـ إم، أصبح make أطول مٌدخل في عام 2000 ثم مُدخل put  في عام 2007.
على الرغم من حجمه المثير للإعجاب، فإن قاموس أكسفورد الإنجليزي ليس أطول أو أقدم قاموس في العالم.حيث أن قاموس اللغة الهولندية الذي لديه نفس أهداف قاموس أكسفورد الإنجليزي هو الأطول واستغرق ضعف الوقت لإكماله.أقدم قاموس كبير هو الأخوان جريم، قاموس الألمانية، بدأ في عام 1838 واكتمل في عام 1961.الطبعة الأولى لـ أكاديمية الفنون ديلا "والتي هي أول قاموس عظيم مخصص للغة أوروبية حديثة (الإيطالية) تم إصداره في عام 1612، أو طبعة قاموس الأكاديمية الفرنسية يرجع تاريخه منذ عام 1694.الطبعة الأولى من القاموس الرسمي للأسبانية،قاموس اللغة الإسبانية للأكاديمية الملكية الإسبانية (تم إنتاجه وتحريره وإصداره من قبل الأكاديمية الملكية الإسبانية) وتم نشره في عام 1780.بل تم نشر "قاموس كانغ" للغةالصينية في وقت أسبق في عام 1716.
بيد أن أيا من هذه المعاجم الأخرى لم يكن له تأثير ثقافي واسع مثل قاموس أكسفورد الإنجليزي.السياسة الرسمية لقاموس أكسفورد الإنجليزي كانت محاولة لتسجيل أكثر الكلمات المعروفة استعمالا وتنوعاً في تنوعات الإنجليزية في الماضي والحاضر في جميع أنحاء العالم. يُركز قاموس أكسفورد الإنجليزي علي كمية العمل الخاص بالعلماء حول الكلمات الإنجليزية.تأثيرات تنوع نظام قائمة هجاء كلماته الرئيسية الإنجليزية المكتوبة  في البلدان الناطقة بالإنجليزية.

## التاريخ

### الأصول
في البداية، لم تكن للقاموس علاقة بجامعة أكسفورد ولكن كانت فكرة مجموعة صغيرة من المثقفين في لندن، كانت في الأصل مشروع (جمعية لغوية) في لندن فكر في تأسيسها كل من (ريتشارد تشينيفيكس ترينش)، (هربرت كوليردج) و (فريدريك جيمس فيرنيفال)، الذين كانوا غير راضين عن القواميس الإنجليزية الحالية. وفي شهر يونيو 1857، شكلوا «لجنة كلمات غير مسجلة» للبحث عن الكلمات غير المدرجة وغير المعروفة الناقصة في القواميس الحالية، وفي شهر نوفمبر، لم يكن تقرير ترينش يتضمن قائمة عن الكلمات غير المسجلة، بل كان دراسة عن بعض النواقص في قواميسنا الإنجليزية، والذي حدد سبع أنواع من التقصير الواضح في القواميس المعاصرة وهي:
- تغطية ناقصة للكلمات غير المستعملة.
- تغطية متضاربة لفصائل الكلمات ذات الصلة.
- تواريخ غير صحيحة لاستخدام الكلمات الأقدم.
- تاريخ المعاني غير المستعملة للكلمات كثيرا ما يتم حذفه.
- عدم كفاية التمييز بين المرادفات.
- عدم كفاية استخدام الاقتباسات التوضيحية الجيدة.
- مساحة مهدرة على محتوى غير مناسب أو زائد عن الحاجة.

ولكن الجمعية اللغوية، في نهاية المطاف أدركت أن عدد الكلمات غير المدرجة سيكون أكثر بكثير من عدد الكلمات في قواميس اللغة الإنجليزية من القرن التاسع عشر. في نهاية المطاف حول أعضاء الجمعية فكرتهم من الكلمات التي لم تكن أصلا في معاجم اللغة الإنجليزية فقط إلى مشروع أكثر شمولا. اقترح ترينش أن هناك حاجة لقاموس جديد وشامل حقا. في 7 يناير، 1858، اعتمدت الجمعية رسميا فكرة القاموس الجديد الشامل. وخصصت مجموعة من الكتب إلى القراء المتطوعين من أجلاقتباس زلات المقاطع التي توضح استخدامات الكلمة الفعلية، ثم ترسل لمحرري القاموس. وفي عام 1858، وافقت الجمعية على المشروع من حيث المبدأ، مع عنوان «قاموس الإنجليزية الجديد بناءً على المبادئ التاريخية».

### أوائل المحررين
لعب ريتشارد تشينيفيكس ترينش دوراً رئيسياً في هذا المشروع في الأشهر الأولى من تأسيسه، ولكن وظيفته الكنسية كانت تمنعه من إعطاء مشروع القاموس الوقت المطلوب، وأصبح هربرت كولريدج رئيس التحرير الأول.

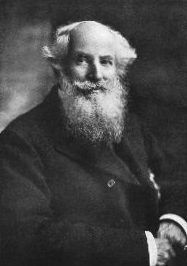
فريدريك Furnivall، 1825-1910

وفي شهر مايو من عام 1860، نُشرت خطة قاموس كوليردج، وبدأ البحث. وكان بيت هربرت كولريدج هو أول مكتب تحرير. ورتب 100,000 زلة اقتباسية في 54 فئة. وفي شهر أبريل 1861، نشرت اللجنة أول عينة من الصفحات، ثم توفى في ذلك الشهر كولريدج ذو الواحد والثلاثين عاماً بمرض السل.
وصار فيرنفال يشغل منصب رئيس التحرير، وكان متحمساً لهُ وذو دراية، ولكن بمزاج غير ملائم للعمل. وفي نهاية المطاف فقد العديد من القراء المتطوعين الاهتمام بالمشروع بسبب فشل فيرنفال في تحفيزهم. وعلاوة على ذلك، فإن العديد من الزلات كانت في غير محلها.
قام بتعيين مساعدين لمعالجة طنين من  الزلات الاقتباسية وغيرها من المواد. تفهم فيرنفال ضرورة وجود نظام اقتباسي فعال، وأقام العديد من المشاريع التمهيدية. وفي عام 1864، أسس في وقت مبكر مجمع النصوص الإنجليزية، وفي عام 1868، أسس مجمع تشوسر لإعداد طبعات المنفعة العامة للقيمة الفورية لمشروع القاموس. واستمر التجميع لفترة 21 عاما.
في عقد السبعينيات من القرن التاسع عشر قام فيرنفال بمحاولة فاشلة لتعيين كل من (هنري سويت) و (هنري نيكول) لخلافته. ثم قام بمفاتحة جيمس موراي، الذي قبل وظيفة محرر. وفي أواخر عقد السبعينات من القرن التاسع عشر، اجتمع فيرنفال وموراي مع العديد من الناشرين حول نشر القاموس. وفي عام 1878، وافقت مطبعة جامعة أكسفورد مع موراي على المضي قدماً في المشروع الضخم، وكان الاتفاق رسمياً في العام التالي. في النهاية أصبح مشروع القاموس لديه ناشر بعد 20 عاماً من التفكير في الفكرة. وستكون 50 سنة أخرى قبل أن يستكمل القاموس.
جمع فيرنفال أكثر من 800 متطوع لقراءة هذه النصوص وتسجيل الاقتباسات. رغم حماس المتطوعين، لم يكونوا مدربين تدريباً جيداً وغالباً ما قاموا باختيارات غير منسقة وتعسفية. في النهاية، ترك فورنيفال ما يقرب من طنين من زلات الاقتباسات ومواد أخرى إلى خليفته.
لاحقاً أثناء فترة رئاسة جيمس موراي للتحرير علِم الأخير أن الطبيب ويليام تشيستر ماينور هو من بين المساهمين المثمرين وهو محجوز في مصحة برودمور. كان ماينور طبيب جراح متدرب في الجامعة وضابط في الجيش في الحرب الأهلية الأمريكية وقد أُرسل إلى المصحة بعد أن قتل رجل في لندن. ثم أصبحت قصة موراي والطبيب المجنون ماينور من الموضوعات الرئيسية لكتاب شهير كتبه سايمون وينشستر، نُشر في الولايات المتحدة بعنوان: الأستاذ والمجنون: حكاية جريمة القتل والجنون، وكتابة قاموس أكسفورد الإنجليزي. وفي بلدان أخرى بعنوان: جراح كروثورن: حكاية جريمة القتل والجنون وحب الكلمات.

### محررو أكسفورد

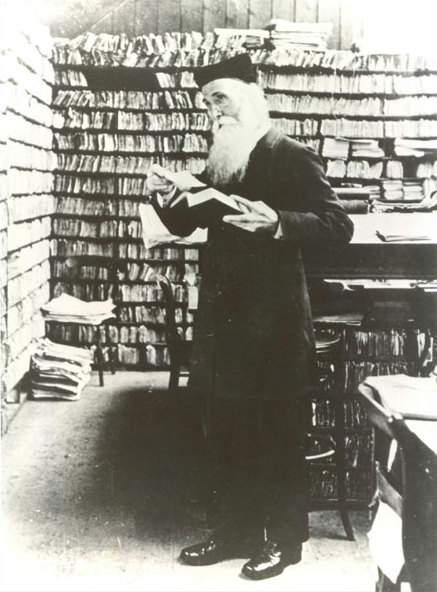
جيمس موراي في أنشئ في بانبوري الطريق

خلال عقد السبعينات من القرن التاسع عشر، أعرب المجمع اللغوي عن قلقه من عملية نشر القاموس مع هذا النطاق الهائل. على الرغم من أن لديهم صفحات مطبوعة من قبل الناشرين، لم يتم التوصل إلى اتفاق بشأن نشرها، تم مُفاتحة كلاً من مطبعة جامعة كامبردج ومطبعة جامعة أكسفورد. وأخيرا، في عام 1879، بعد سنتين من مفاوضات سويت وفيرنفال وموراي، وافقت مطبعة جامعة أكسفورد لنشر القاموس وعلى دفع مال للمحرر موراي والذي كان أيضا رئيسا للمجمع اللغوي. كان القاموس لينشر كـ ملزمة فاصلة، مع الشكل النهائي في أربعة مجلدات 6,400 صفحة. كانوا يأملون في الانتهاء من المشروع خلال عشر سنوات.
بدأ موراي هذا المشروع، يعمل في بناء صغير لـ الحديد المموج، أنشئ «حجرة النساخ» التي كانت تصطف بألواح خشبية، ورفوف الكتب، و1،029 فئة من الزلات الاقتباسيه. تتبع فيرنفال وأعاد تجميع مجموعة من الزلات الاقتباسية، والتي عثر عليها أن تركز على نادرة، عبارة مثيرة للاهتمام بدلا من الاستعمال المشترك: على سبيل المثال، كانت هناك عشر مرات اقتباسات أكثر لـ abusion  أكثر من abuse. لاقى إعجاب قراء الجرائد التي توزع في محلات الكتب والمكتبات، طُلب من القراء على وجه التحديد بالإبلاغ عن «أي كم من الاقتباسات يمكنهم عليه للكلمات العادية» وللكلمات التي كانت «نادرة، مهجورة، قديمة الطراز، جديدة، غريبة أو تستخدم بطريقة غريبة».[اقتباس من غير مصدر] قام موراي بجعل عالم اللغويات الأمريكي وأستاذ كلية للفنون الحرة فرانسيس مارش بإدارة المجموعة في أمريكا الشمالية، 1000 زلة اقتباسيه كانت تصل يوميا إلي حجرة النساخ، وبحلول عام 1882، كان هناك 3,500,000.
نُشر أول مجلد للقاموس في 1 فبراير 1884، بعد ثلاثة وعشرين عاماً من عينة الصفحات الخاصة بكوليردج. كان العنوان الكامل قاموس اللغة الإنجليزية الجديد بناء على مباديء تاريخية، أسس في الأصل على مواد مجمعة من قبل المجمع اللغوي، صفحات الكتاب 352 صفحة، الكلمات بداية من A إلي Ant، كلفت 12 شلن و 6 بنسات أو 3.25 دولار أمريكي. وكان إجمالي المبيعات مخيب للآمال حيث بلغ فقط 4,000 نسخة.
رأت مطابع جامعة أكسفورد ان الأمر سيستغرق وقتا طويلا لإكمال العمل مع الترتيبات التحريرية غير المعدلة. تبعا لذلك، تعاقدت مع مساعد جديد وطلب جيمس موراي مطلبان جديدان. كان الأول هو أن ينتقل من ميل هيل إلى أكسفورد؛ وتم ذلك، في عام 1885. مع إعادة إنشاء حجرة النساخ لموراي على ممتلكاته الجديدة.

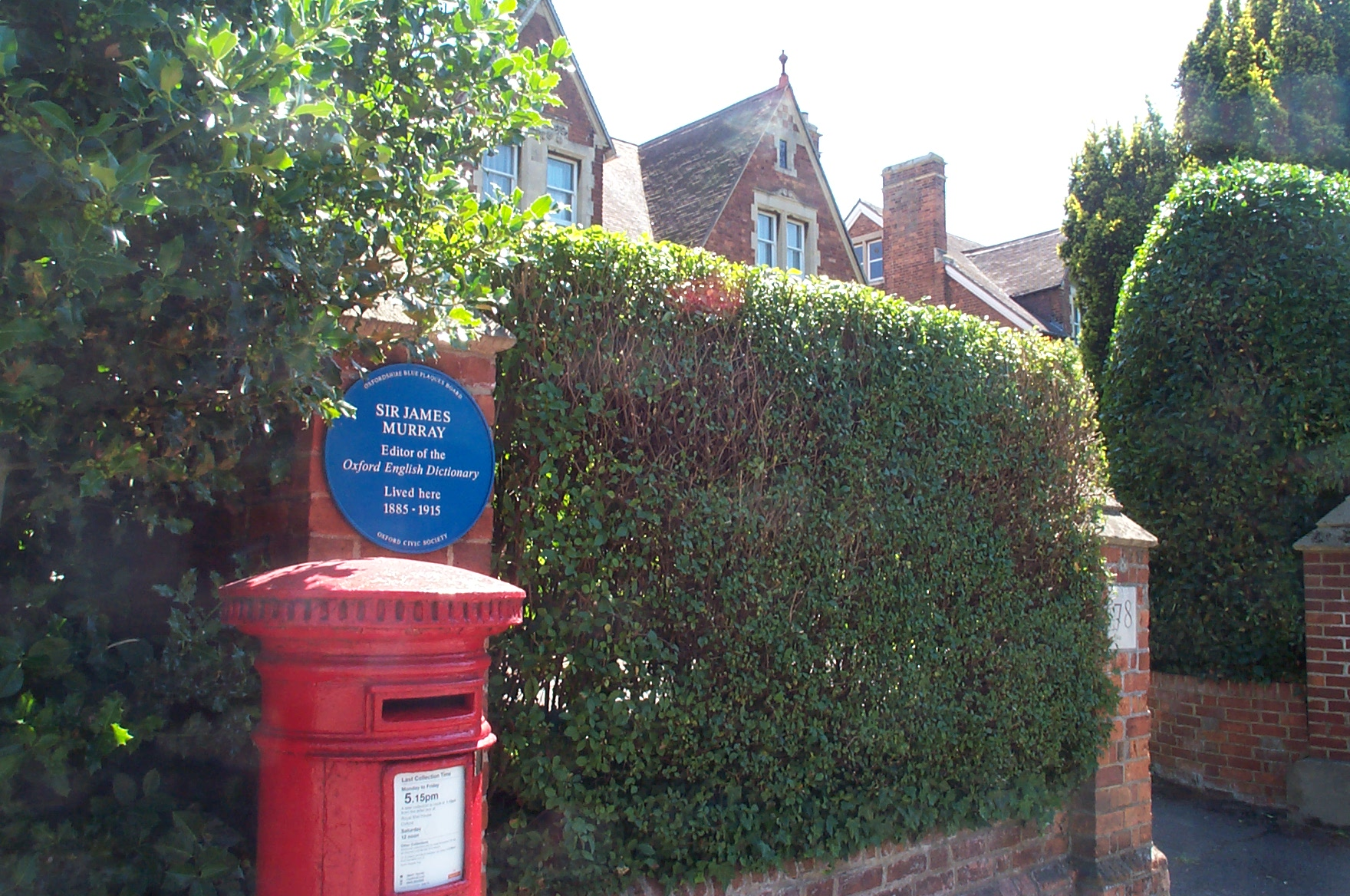
في 78 بانبوري الطريق، وأكسفورد، منزل، والإقامة سابقا جيمس موراي، محرر من قاموس أكسفورد الإنكليزية.

قاوم موراي الطلب الثاني: أنه إذا لم يتمكن من الالتزام بالجدول الزمني، فإنه لابد له من تعيين شخص ثاني، يكون محررا أكبر للعمل بالتوازي معه، وخارج إشرافه، وعلى كلمات من أي مكان آخر في الأبجدية.
لم يرغب موراي في المشاركة في العمل، حيث شعر انه قد يقوم بتسريع وتيرة عمله بالخبرة. ولكن اتضح أن الأمر لا يكون كذلك، وأجبر فيليب جيل من مطابع جامعة أكسفورد ترقية مساعداً لموراي وهو هنري برادلي (الذي قام موراي بتعيينه في عام 1884)، والذي كان يعمل بشكل مستقل في المتحف البريطاني في لندن، بدءا من عام 1888. في عام 1896، انتقل برادلي إلى جامعة اكسفورد.
بينما كان الطبيب العسكري د. دابليو سي ماينور مساهما بغزارة كقارئ لموراي. عندما كان سجينا في مستشفى للأمراض العقلية الإجرامية، واخترع نظام تتبع اقتباس خاص به، حتى يتمكن من تسليم الزلات التي يجدها بناءً علي طلب المحررين.
استمر جيل في مضايقة موراي وبرادلي باهتماماته التجارية - بما فيها التكاليف والسرعة الإنتاجية- إلى درجة أنه أصبح يبدو من المرجح انهيار المشروع. وقد ذكرت الصحف [صف بدقة]المضايقات، ودعم الرأي العام المحررين. وتم فصل جيل، وعكست الجامعة سياساته الخاصة بالتكاليف. إذا شعر المحررين أن القاموس سيحتاج لأن ينمو بشكل أكبر، فسوف ينمو، وإنما هو عمل مهم، ويستحق الوقت والمال على النحو الذي يُستكمل بشكل صحيح. فلا موراي ولا برادلي عاش لرؤيته. ولقد توفي موراي في عام 1915، علما انه كان مسؤولا عن الكلمات بدءً بـ   A-D , H-K، O-P وT  وتقريبا نصف القاموس المكتمل، وتوفي برادلي في عام 1923 بعد أن أكمل E-G، L-M، S-Sh، St  وW-We. وعند حلول ذلك الوقت كان قد تم ترقية اثنين إضافيان من المحررين من العمل المساعد للعمل المستقل، مستمرين بدون متاعب كثيرة. وليام كرايجي، ابتداء من عام 1901، كان مسؤولا عن N , Q-R، Si-Sq، U-V وWo-Wy. في حين كانت مطابع جامعة أكسفورد تعتقد سابقا أن لندن بعيدة جدا من جامعة أكسفورد، وبعد عام 1925 عمل كرايجي على القاموس في شيكاجو، حيث كان أستاذا. المحرر الرابع كان سي تي انيونز، الذي بدأ من عام 1914، وجمع الأحرف المتبقية، Su-Sz , Wh-Wo وX-Z. كان في هذا الوقت قد تم تعيين جي. أر. أر. توكيين من قبل قاموس أكسفورد الإنجليزي، ليقوم بالبحث في أصول كلمات من نطاق Waggle  إلي Warlock ، قام بالتهكم علي المحريرن الرئيسين بأنهم «الكتاب الأربعة الحكماء من اكسفورد» في قصة [[هام من مزارع جيلز.كان جوليان بارنز أيضا موظفاً ؛ قيل انه[من؟] كره العمل.

### المجلدات
بحلول أوائل عام 1894 تم نشر اجمالي 11 مجلد، أو حوالي واحد في السنة: أربعة من أجل A-B وخمسة من أجل C واثنان من أجل E. من بينهم ثمانية كان عدد صفحاتهم يبلغ 352، بينما كان آخر واحد في كل مجموعة كانت نهايتها أقصر عند فاصل الحرف (و الذي يمكن أن يصبح في النهاية فاصل لمجلد).كان من المقرر عند هذه المرحلة ان يتم نشر العمل علي أجزاء أصغر وعلي فترات قصيرة أكثر: مرة كل ثلاثة أشهر، ابتداء من عام 1895، قد أصبح يوجد الآن مجلد من 64 صفحة، بسعر 2 شلن و 6 بنسات أو 1 دولار أمريكي. لو المواردة الكافية كانت جاهزة، كان سيتم نشر 128 أو حتي 192 صفحة معا.تمت المحافظة على هذه الوتيرة حتى أجبرت الحرب العالمية الأولى التخفيضات في عدد الموظفين. كان متاح في كل مرة ما يكفي من صفحات متتالية، ونفس المادة كما نشرت في المجلدات الأصلية الأكبر.
أيضا في عام 1895، تم استخدام عنوان قاموس أكسفورد الإنكليزي لأول مرة. بدا بعد ذلك فقط على الغلاف الخارجي للمجلدات؛ العنوان الأصلي كان لا يزال العنوان الؤسمي، وكان يستخدم في أي مكان آخر.
تم نشر المجلد الـ 125 والأخير، الذي يغطي الكلمات من Wise  إلى نهاية  W في 19 أبريل 1928، وتبعه مباشرة القاموس الكامل في مجلد من فصول.
فقد تقرر [مبهم] أن أوائل النثر الإنجليزي الحديث للـ السير توماس براون هو مصدر الاقتباس الأكثر استخداما لـ اللفظات الجديدة في كل القاموس.ويليام شكسبير هو الأكثر نقلا عن الكاتب، مع هاملت العمل الأكثر اقبتاسا للعبارات المقتبسة. جورج إليوت (ماري آن ايفانز) هو الأكثر نقلا عن امرأة. بشكل مجمل، ترجمة الكتاب المقدس هي الأكثر نقلا عن عمل، والأكثر نقلا عن عمل واحد هو كيرسور موندي 

### الملحق الثاني والطبعة الثانية
في عام 1933 كانت جامعة اكسفورد قد وضعت نهاية للعمل في القاموس؛ فكل الأعمال انتهت، والزلات الاقتباسية دخلت حيز التخزين. بينما، استمرت اللغة الإنجليزية في التغيير، وبمرور 20 عاما، أصبح القاموس قد عفا عليهِ الزمن.
كانت هناك ثلاث طرق محتملة لتحديثه. الأرخص منها أن يتم ترك العمل الحالي وحده، ويتم ببساطة تجميع تكملة جديدة تتكون من مجلد أو اثنان تقريبا، ولكن بعد ذلك أي شخص يبحث عن كلمة أو معني ويكون غير متأكد من عمرها سيكون عليهِ أن يبحث في ثلاث أماكن مختلفة. فالخيار الأكثر ملائمة للمستخدم أن يتم إعادة تحرير كامل القاموس وإعادة طباعته، بكل تغيير مدرج في مكانهِ الأبجدي المناسب، ولكن يمكن أن يكون الخيار الأكثر كلفة، بحوالي 15 مجلد مطلوبين ليتم إصدارهم. فاختارت مطابع جامعة أكسفورد حلا وسطا: جمع المواد الجديدة مع التكملة القائمة لتكوين أكبر تكملة استبدالية.
تم تعيين روبرت بيرتشفيلد في 1957 لتحرير التكملة الثانية، أونيون الذي كان قد بلغ عمره 84 سنة ذلك العام، وكان لايزال قادرا ليقوم ببعض المساهمات كذلك شدد بيرتشفيلد على إدراج الحديث في لغة اليوم، وخلال تكملة القاموس تم توسيعه ليشمل مجموعة كبيرة من الكلمات الجديدة في المجالات المزدهرة للعلوم والتكنولوجيا، فضلا عن الثقافة الشعبية والكلام العامي. ووسع بيرتشفيلد نطاقهِ ليشمل التطورات التي حدثت في اللغة في المناطق الناطقة باللغة الإنكليزية خارج المملكة المتحدة، بما في ذلك أمريكا الشمالية وأستراليا ونيوزيلندا وجنوب أفريقيا والهند وباكستان، ومنطقة البحر الكاريبي. ولقد كان من المتوقع أن يستغرق العمل من سبع إلى عشر سنوات. بينما أستغرق في الواقع حوالي 29 عاما، وهو الوقت الذي استغرق لتأليف الملحق الجديد (OEDS) وقد توسع إلى أربعة مجلدات، بدءا من  A, H, O و Sea. الذي نشر في الأعوام 1972 و 1976 و 1982، و 1986 على التوالي، ليصل حجم القاموس إلى 16 مجلد، أو 17 باحتساب التكملة الأولى.
بحلول هذا الوقت كان واضحا أن النص الكامل للقاموس سوف يحتاج الآن إلى أن يُحوسب. ويتطلب تحقيق ذلك إعادة كتابتهِ مرة واحدة فقط، ليكون في متناول البحث بواسطة الحاسوب فضلا عن إضافة كل ما قد يكون من المرغوب فيه في طبعات جديدة أخرى من القاموس، بدءاً من التكامل بين المجلدات التكميلية والنص الرئيسي. ولقد بدأ التحضير لهذهِ العملية في عام 1983، وبدأت أعمال التحرير في العام التالي تحت الإشراف الإداري لـ تيموثي جي بينباو، مع جون إيه سيمبسون وادموند إس سي وينر كمحررين مساعدين.

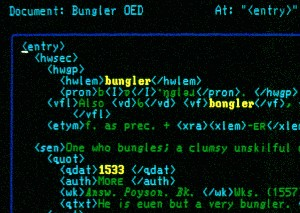
framedEditing إدخالا للNOED باستخدام LEXX OpenDocument

وهكذا بدأ مشروع قاموس أكسفورد الإنجليزي الجديد بأكثر من 120 شخصا بصفة مدخل بيانات على الحاسوب من مؤسسة كومبيوتابرينت في تامبا بولاية فلوريدا وفورت واشنطن بولاية بنسلفانيا في الولايات المتحدة بدءً بكتابة 350,000,000 حرفا، وتمت مراجعة عملهم من قبل 55 مصحح تجارب في إنجلترا. وكان إعادة كتابة النص وحدهُ لا يكفي ؛ لأن جميع المعلومات التي تمثلها الطباعة المعقدة من القاموس الأصلي كان لا بد من الاحتفاظ بها، والتي تم القيام بها عن طريق تمييز المحتويات في إس جي إم إل. وهو محرك بحث متخصص وكان هناك أيضا حاجة لعرض البرامج للوصول إليه. بموجب اتفاق عام 1985، تم القيام بالعمل ببعض من هذه البرامج في جامعة واترلو، كندا، في مركز قاموس أكسفورد الإنكليزي الجديد، بقيادة فرانك تومبا وغاستون جونيت؛ مضت تكنولوجيا البحث تلك لتصبح أساسا لـ {4)مؤسسة النص المفتوح.{/4} أجهزة الحاسوب وقواعد البيانات والبرمجيات الأخرى، ومديري التطوير، والمبرمجين لهذا المشروع تم التبرع بها من قبل الفرع البريطاني من آي بي إم، محرري لون الجملة الموجهة لهذا المشروع، تم كتابة LEXX من قبلمايك كوليشو من آي بي إم. وتطوعت جامعة واترلو في كندا، لتصميم قاعدة البيانات. إيه التون ليتز، أستاذ اللغة الإنجليزية في جامعة برينستون الذي خدم في المجلس الاستشاري لمطبعة جامعة اوكسفورد، نقلت عنه صحيفة "التايم" قوله "لم ارتبط من قبل بمشروع، لم أسمع من قبل عن مشروع، الذي كان معقد بشكل لا يصدق والذي قابل كل موعد نهائي.
بحلول عام 1989 كان قد حقق مشروع قاموس اكسفورد الإنجليزي الجديد أهدافه الأساسية، وبعمل المحررين على شبكة الإنترنت، كان قد نجح في الجمع بين النص الأصلي، وتكملة بيرتشفيلد، وكمية صغيرة من المواد الجديدة، في قاموس واحد وموحد. مرة أخرى تم اسقاط كلمة «جديد» من الاسم، وتم نشر الطبعة الثانية من قاموس اكسفورد الإنجليزي ، أو OED2 ،. وأصبحت الطبعة الأولى OED1
تم طبع الطبعة الثانية من قاموس أكسفورد الإنجليزي في 20 مجلد. لأول مرة، لم تكن هناك محاولة للبدء على حدود الحرف، وقد كان بحجم متساوي تقريبا. ومع بدء الـ 20 مجلد بـ A , B.B.C., Cham, Creel, Dvandva, Follow, Hat, Interval, Look, Moul, Ow, Poise, Quemadero, Rob, Ser, Soot, Su, Thru, Unemancipated و Wave.
على الرغم من أن مضمون الطبعة الثانية من قاموس أكسفورد الإنجليزي هو في الغالب مجرد إعادة تنظيم للعمل السابق، وقد أتاحت إعادة الكتابة الفرصة لاثنان من تغييرات الحجم الضرورية الطويلة. لم يعد المدخل في المعجم في كل إدخال بأحرف كبيرة، مما يتيح للمستخدم بسهولة رؤية تلك الكلمات التي تتطلب في الواقع أحرف كبيرة. أيضا، في حين أن موراي كان قد وضع ملاحظته الخاصة بالنطق، كان لا يوجود أي معيار متاح في ذلك الوقت، وقد تبنى الإصدار الثاني من قاموس اكسفورد الإنجليزي الأبجدية الصوتية الدولية الحديثة. على عكس الطبعة السابقة، وترجم كل الأبجديات الأجنبية باستثناء اليونانية.
عرض المسابقات البريطاني كاونت داون قد منح ابطال كل حلقة منذ بداية تأسسيهِ في عام 1982 نسخة جلدية من القاموس الكامل.
عندما نشرت النسخة المطبوعة الطبعة الثانية في عام 1989، كان الرد حماسيا. وأعلن الكاتب انتوني برجس أنه «أعظم حدث اصداري في القرن»، كما نقل عن دان فيشر من صحيفة لوس انجليس تايمز (25 آذار 1989). [اقتباس من غير مصدر] اطلقتتايم عليه اسم «ايفرست العلماء ،» [اقتباس من غير مصدر] وريتشارد بوسطن، كاتبا لصحيفة الغارديان في لندن (24 مارس 1989)، بأنه «واحدة من عجائب العالم.» [اقتباس من غير مصدر]
المواد الجديدة التي نشرت في قاموس أكسفورد الإنكليزي السلسلة الاضافية، والذي يتكون من مجلدين صغيرين في عام 1993، والثالث في عام 1997، ليصل حجم القاموس إلى حوالي 23 مجلدا. وأضاف كل واحد من المكملات حوالي 3,000 تعاريف جديدة. ومع ذلك، لم يتم التخطيط لمجلدات اضافية أكثر وليس من المتوقع أن يتم طباعة أي جزء من الطبعة الثالثة في مجلدات.

### الإصدارات المضغوطة
تم إعادة طباعة الـ 13 مجلد من الطبعة الأولي من قاموس اكسفورد الإنجليزي (1933) في مجلدان، إصدار مضغوط، تم عن طريق تقليص الابعاد الخطية فوتوغرافيا كل صحفة إلي النصف، كل صفحة إصدار مضغوط تحمل أربع صفحات من الطبعة الأولي لقاموس اكسفورد الإنجليزي بتنسيق four-up.أحرف المجلدان كانوا A وP، التكملة كانت في نهاية المجلد الثاني.
تضمن الإصدار المضغوط، درج صندوق كتاب، وعدسة مكبرة للمساعدة في قراءة النوع المقلص. وزعت نسخ كثيرة كانت زهيدة الثمن من خلال نوادي الكتاب. في عام 1987، تم نشر التكملة الثانية كمجلد ثالث للإصدار المضغوط.في عام 1991، بالنسبة للطبعة الثانية من قاموس اكسفورد الإنجليزي، تم تنسيق الإصدار المضغوط وإعادة تغيير حجمها إلي ثلث الأبعاد الخطية الأصلية، بتنسيق nine-up متطلبا عدسة مكبرة أكبر، ولكن سمح بنشر القاموس في مجلد واحد.بعد نشر هذه المجلدات، على الرغم من استمرار عروض نادي الكتاب عادة لبيع مجلدين 1971 الإصدار المضغوط.

### النسخ الإلكترونية
بمجرد أن أصبح نص القاموس رقمي وعلي الإنترنت، وكان أيضا متاحا لينشر علي اسطوانة مضغوطة. أصبح نص الإصدار الأول متاحا عام 1988.بعد ذلك، صدرت ثلاث نسخ من الطبعة الثانية. الإصدار 1 (1992) كانت متطابق في المضمون لطباعة الطبعة الثانية، والاسطوانة نفسها لم تكن نسخة محمية. الإصدار 2 (1999) كان به بعض الإضافات في المجموعة، وتم تحديث البرامج مع تحسين ميزات البحث، لكنه كان نسخة محمية خرقاء والتي جعلت من الصعب استخدامه وحتى من شأنه أن يتسبب هذا البرنامج لمنع موطفين مطابع جامعة أكسفورد من استخدامه في خضم تجريب المنتج. تم إصدار الإصدار 3 في عام 2002 مع كلمات إضافية وتحسينات في البرمجيات، وعلى الرغم من أن حماية النسخ ظلتغير مغفور لها مثل النسخة السابقة.
الطبعة الحالية والوحيدة من قاموس اكسفورد الإنجليزي علي اسطوانة متاحة للشراء من مطبعة جامعة أكسفورد، الإصدار 3.1.1 (2007)، تتضمن عودة لطبيعة إصدار1 الأقل تقييدا، مع دعم تثبيته علي القرص الثابت، لكي يكون علي المستخدم ان يضع الاسطوانة لاستخدام القاموس.فقد أفاد  أن هذا الإصدار سوف يعمل على أنظمة تشغيل أخرى غير مايكروسوفت ويندوز، وذلك باستخدام برامج المحاكاة.
اسطونة الإصدار 4.0، من المقرر أن تكون متاحة يونيو 2009، سوف تعمل مع ويندوز وماك العاشر  سوف يستخدم ذلك الإصدار محرك الأقراص المدمجة للتثبيت، والتشغيل فقط من القرص الثابت.
في مارس 2000، أصبح قاموس أكسفورد الإنكليزية علي الإنترنت  متاح للمشتركين.تحتوي قاعدة بيانات على الإنترنت على الطبعة الثانية من قاموس اكسفورد الإنجليزي بأسره، ويتم تحديثها كل ثلاثة أشهر مع التنقيحات التي سيتم تضمينها في الطبعة الثالثة من قاموس اكسفورد الإنجليزي (أنظر أدناه). نسخة الإنترنت هي النسخة الأكثر تحديثا المتاحة للقاموس.
في حين أن موقع قاموس اكسفورد الإنجليزي غير متاح علي الهواتف النقالة، فقد ذكروا أن هناك خطط لتقديم API والذي سوف يتيح للمطورين تطوير مختلف الواجهات من أجل قاموس اكسفورد الإنجليزي.
حيث أن ثمن استخدام الفرد لهذه الطبعة، وحتى بعد تقليصها في عام 2004، هو £ 195 أو 295 دولار أمريكي كل عام، فإن معظم المشتركين هم من المؤسسات الكبيرة مثل الجامعات. البعض منهم لا تستخدم بوابة قاموس أكسفورد الإنكليزي علي الإنترنت وقاموا قانونيا بتحميله قاعدة البيانات كاملة علي أجهزة كمبيوتر مؤسساتهم. اشتركت أيضا بعض المكتبات العامة والشركات، بما في ذلك في مارس وأبريل 2006، ومعظم المكتبات العامة في انكلترا وويلز ، ونيوزيلندا ؛  أي شخص ينتمي إلى مكتبة يشترك في هذه الخدمة يكون قادر علي استخدام الخدمة من بيوتهم.
كما تقديم طريقة أخرى للدفع في عام 2004، مقدما لسكان شمال أو جنوب أمريكا الفرصة لدفع 29.95 دولار أمريكي شهريا للدخول علي الموقع.

### الطبعة الثالثة
الطبعة الثالثة المخطط لها، يقصد به أن تكون إصلاح كاملة تقريبا للعمل. كل كلمة تجري دراستها وتنقيحها لتحسين دقة التعاريف، والاشتقاقات، والنطق، والاقتباسات التاريخية، وهي مهمة تحتاج إلى جهود عدد من الموظفين الذي يتكون من أكثر من 300 من العلماء والباحثين والقراء، والاستشاريين، والمتوقع ان تبلغ تكلفته نحو 55 مليون دولار. النتيحة المتوقعة ان يتم مضاعفة الطول الكلي للنص.سيتم تغيير أسلوب القاموس بشكل خفيف.النص الأصلي كان أكثر أدبيا، فيه معظم الاقتباسات مأخوذة من الروايات والمسرحيات، وغيرها من المصادر الأدبية. مع ذلك سوف تقوم الطبعة الجديدة، بالرجوع لكل طريقة من الموارد المطبوعة، مثل كتب الطبخ، والوصايا، والكتيبات التقنية، والمجلات المتخصصة، وكلمات موسيقى الروك. قد ارتفعت وتيرة إدراج عبارات جديدة إلى معدل حوالي 4,000 في السنة. والموعد المقدر للانتهاء هو 2037.
محتوى جديد يمكن أن ينظر إليه من خلال قاموس اكسفورد الإنجليزي على الإنترنت أو على نسخة القرص المضغوط المحدث دوريا.فمن الممكن أن الطبعة الثالثة من قاموس اكسفورد الإنجليزي لن تكون مطبوعة تقليديا أبدا، ولكن سوف تكون متاحة إلكترونيا فقط. سيكون ذلك قرار للمستقبل، عندما يقترب اكتماله.
اعتبارا من عام 1993، جون سيمبسون هو رئيس التحرير. منذ أول عمل من جانب كل محرر يميل إلى تتطلب المزيد من التنقيح له في وقت لاحق، وعمل أكثر اتقانا، (كان العمل على الطبعة الأولى، بطبيعة الحال، بدء بـA) تقرر تحقيق التوازن في هذا الشأن، عن طريق تنفيذ العمل السابق وربما يكون نفسه مصقولا بشكل أقل، العمل من التنقيح الحالي علي حرف آخر غير.A تبعا لذلك، فإن العمل الرئيسي للطبعة الثالثة من قاموس أكسفورد الإنجليزي قد تم استكماله في سلسلة من الحرف M حرف. عندما تم بدء قاموس أكسفورد الإنجليزي علي الإنترنت في مارس 2000، تتضمن الدفعة الأولي من المُدخلات المدخلة (توصف رسميا بالمُدخلات التمهيدية)، يمتد من M إلي mahurat، ومنذ صدور أقسام متاعقبة من النص علي أساس ربع سنوي؛ بحلول يونيو 2009 وصل القسم المنقح إلي recyclist.و حيث أن العمل الجديد انتهي من كلمات في أجزاء أخرى من الأبجدية، يتضمن ذلك أيضا الإصدار الربع سنوي.في مارس 2008، أعلن المحررين انهم سيقوموا بمناوبة كل ربع سنة بين المضي قدما في الأبجدية كما كان من قبل وتحديث «مفتاح الكلمات الإنجليزية من جميع أنحاء الأبجدية، جنبا إلى جنب مع غيرها من الكلمات التي تشكل الكتلة الأبجدية المحيطة بهم.»
إنتاج طبعة جديدة تحتاج استفادة كاملة من أجهزة الكمبيوتر، وخاصة منذ يونيو 2005 وافتتاح الغريب الأطوار الذي يدعى «محرر النصتطبيق افتتاحية ورموز الكمال الكل يغني الكل يرقص الرقص» أو «باسادينا». مع نظام لغة الترميز القابلة للامتداد القائم هذا، الانتباه من مؤلفي المعاجم مكن أن يكون موجهة أكثر لمسائل المضمون من مسألة التقديم من الترقيم والتعاريف. يبسط النظام الجديد أيضا استخدام قاعدة بيانات الاقتباسات، وتمكين الموظفين في نيويورك للعمل مباشرة على القاموس بنفس الطريقة التي يعمل بها نظرائهم في مقر اكسفورد.
استخدامات هامة أخرى للكمبيوتر تشمل البحث على الإنترنت للحصول على أدلة الاستخدام الحالي، وعنوان البريد الإلكتروني المقدمة من الاقتباسات من قبل القراء وعامة الجمهور.
كان وردهانت يروق لعامة الجمهور في عام 2005 للمساعدة في توفير الاستشهادات لـ 50 كلمة مختارة حديثا، وأنتجت السبق للعديد. وكانت النتائج قد ذكرت في هيئة الإذاعة البريطانية في المسلسل التلفزيوني، بالدراش وبيفل. استمر الجيش الصغير الخاص بـ قاموس أكسفورد الإنجليزي من القراء المخلصين بمواصلة المساهمة في الاقتباسات؛ تلقت الإدارة حاليا حوالي 200,000 في السنة.

## الهجاء
قوائم قاموس أكسفورد الإنجليزي من هجاء المدخلات البريطاني (مثل، labour  وcentre) بالاختلافات التالية (labor، center، إلخ).بالنسبة للاحرف الملحقة في نهاية الكلمة تنطق عاما -ise في الإنجليزية البريطانية، سياسة مطبعة جامعة أكسفورد تملي تفضيل لنطق -ize، مثل realize  مقابل realise  وglobalization  مقابل globalisation.الأساس المنطقي هو جزئيا لغوياً، أن الحروف المضافة إلي نهاية الكلمات الإنجليزية أساسا مشتقة من نهاية كلمات يونانية ، ιζειν، (-izo)، أو الاتينية izāre، ومع ذلك، -ze هي أيضا أميركا في حقيقة أن الاحرف المضافة -ze قد تسللت إلى الكلمات حيث لم تكن في الأصل تنتمي إليها، كما هو الحال مع  analyse  (الإنجليزية البريطانية)، والتي تنطق  analyze  في الإنجليزية الأميركية. وانظر أيضا في -ise/-ize في الإنجليزية الأمريكية والبريطانية اختلافات النطق.
الجملة "The group analysed labour statistics published by the organization" هي مثال علي ممارسة مطبعة جامعة أكسفورد.هذا النطق (المشار إليها مع لغةايانا المسجلة علامة en-GB-oed) تُستخدم من قبل الأمم المتحدة ومنظمة التجارة العالمية، والمنظمة الدولية للتوحيد القياسي، والعديد من المطبوعات الأكاديمية البريطانية، مثل الطبيعة، ومجلة الكيمياء الحيوية، ملحق تايم الأدبي. 

## الانتقادات
على الرغم من مطالبته بالسلطة علي اللغة الإنجليزية، فإن قاموس أكسفورد الإنكليزي تعرض لانتقادات من مختلف الزوايا. في الواقع، فقد أصبح هدفا على وجه التحديد نظرا لغزارة، مطالباته بالسلطة، وقبل كل شيء، نفوذه. في استعراضه لتكملة 1982، كتب أستاذ اللغويات في جامعة أكسفورد روي هاريس منتقدا أن قاموس أكسفورد الإنجليزي صعب للغاية بسسبب «تعامل الفرد ليس فقط مع قاموس واحد ولكن مع مؤسسة وطنية ،» والذي "قد أصبح، مثل الملكية الإنجليزية، محصنا من النقد من حيث المبدأ. ينتقد هاريس ما يراه كـء "المعاجم السوداء والبيضاء«من القاموس ، وهو يعني اعتماده على اللغة المطبوعة علي حساب المنطوقة من ثم، فقط متميزة في أشكال الطباعة. ويلاحظ أنه في حين أن الكلمات الجديدة من» الأدب«المحترم مثل مؤلفين مثل صمويل بيكيت وفيرجينيا وولف مدرجين، واستخدام الكلمات في الصحف أو غيرها، الأقل» احتراما" مصادر تحمل نفوذا أقل قوة، على الرغم من أنها قد تكون في الحقيقة أكثر صالحية في الاستعمال. يكتب أن المعجم الأسود والأبيض الخاص بـقاموس أكسفورد الإنجليزي  هو أيضا أسود وأبيض حيث أنه يأخذ على عاتقه أن ينطق مخول على الحق والباطل في الاستخدام ،"  مخطئاً القاموس في منظوره، أكثر من الوصف والاستخدام.بالنسبة لـ هاريس، هذا المنظور التصنيفي لبعض الاستخدمات مثل "erroneous"، وهذا الإغفال الكامل من مختلف الأشكال والاستخدمات مجتمعة تمثل «التحيز الاجتماعي [ط]» من قبل المجمعين (المفترض كونهم ذو تعليما جيدا وثروة). أخطأ هاريس أيضا المحررين «دون تقريبا المحافظة» وتمسكهم محتعفف الأخلاق الفيكتوري(/0)، مشيرا كمثال على عدم إدراج «كلمات ذات أربع أحرف لقرون مختلف» حتى عام 1972.
تيم براي، الصانع المشارك في لغة الترميز الموسعة (لغة الترميز القابلة للامتداد)، يرجع بالفضب لقاموس أكسفورد الانجلزي كـ الإلهام النامي لـاللغة الترميزية.